# Okuniewo (Kamień)
Okuniewo (kaszb. Òkùniewò) – część wsi Kamień w Polsce, położona w województwie pomorskim, w powiecie wejherowskim, w gminie Szemud, na skraju Trójmiejskiego Parku Krajobrazowego. W Okuniewie znajduje się rezerwat Okuniewskie Łąki i jezioro Okuniewo.
W latach 1975–1998 Okuniewo administracyjnie należało do województwa gdańskiego.